# Gruppo di intervento speciale
Pour les articles homonymes, voir GIS.
Le Gruppo di Intervento Speciale (GIS, français : Groupe d'intervention spéciale) est une unité d'élite des carabiniers italiens, spécialisée dans les opérations de contre-terrorisme et de libération d'otages.
Formé en 1978, le GIS a évolué en une unité des forces spéciales en 2004.

## Historique
Durant les années de plomb, les institutions politiques et civiles italiennes ont subi de violentes agressions par des groupes terroristes. Bien que le gouvernement n'eût pas pris de mesures officielles, des unités d'élite des forces armées et de la police ont été créées pour le développement et l'expérimentation de techniques d'intervention dans les situations de crise, en présence d'otages.
 
La volonté politique a changé lorsque le 18 octobre 1977, l'opération Magic Fire est  menée par le GSG 9 allemand en Somalie qui réussit à libérer 86 passagers d'un avion détourné de la Lufthansa encore dans les mains de terroristes.
Actuellement, le GIS est considéré comme l'une des meilleures unités de Forces Spéciales dans le monde[réf. souhaitée]. L'unité a pris part à la lutte anti-terroriste et la protection des personnalités en Afghanistan et en Irak.

Par ailleurs, le GIS est la première unité armée appelée par l'OTAN pour des opérations spéciales traitant de terrorisme ou de ravisseurs[réf. souhaitée].

## Équipement
- Beretta M92-FS, arme standard
- Glock 17 et 19
- Smith & Wesson Model 28, révolver 357 Magnum revolver (pour la protection des VIP)
- Benelli M1 Super 90
- Benelli M3 - a remplacé l'ancien Franchi SPAS 12, Franchi PA-3, Franchi PA-7/PA-8 et les fusils Beretta M3P
- Benelli M4 Super 90 - a remplacé le Franchi SPAS 15, jugé insuffisant en capacité de coups dans le chargeur, et manque de maniabilité car trop volumineux
- Beretta M12, toujours dans l'arsenal, mais tend à être remplacé
- Heckler & Koch MP5, arme la plus utilisée par les opérateurs du GIS
- FN P90, en quantités limitées
- Steyr TMP, utilisé pour la protection des VIP
- Beretta ARX 160
- Heckler & Koch MP7, en quantités limitées, pour remplacer les Steyr TMP
- Beretta AR 70/90
- Steyr AUG - adoptée pour la facilité d'utilisation dans des véhicules et dans des hélicoptères, le plus souvent remplacée aujourd'hui
- carabine M4, achetés en quantités limitées, conjointement avec le Reggimento Carabinieri ''Tuscania'' (régiment de Carabiniers "Tuscania") en remplacement du Steyr AUG
- Heckler & Koch HK-53 - le plus souvent remplacée (vue pour la dernière fois sur le terrain au cours de l'Opération antica Babilonia (opération Babylone Antique), parfois équipée du lance-grenades de fabrication britannique IACT ISL-201 de 40 mm)
- Heckler & Koch G36, en quantités limitées
- Lance-grenades M203, soit en configuration sous une arme, soit seul fabriqué en Italie par PMAL (Polo delle di Mantenimento Armi Leggere) à Terni
- Heckler & Koch PSG-1
- Mauser 86-SR
- Accuracy International AWP 308
- Accuracy International AWS
- Sako TRG 42 (calibre .338)
- Barrett M82 - achetés en quantités limitées, conjointement avec le régiment de Carabiniers "Tuscania".

Le large éventail des missions données à l'unité GIS, son statut et de ses participations paramilitaires croissantes pour les activités de maintien de la paix, permettent à cette dernière obtenir un degré élevé d'autonomie dans la sélection et de passation des marchés des armes et des équipements. Ainsi, certaines armes ont récemment été testées pour une éventuelle adoption par le GIS comme les carabines semi-automatiques  Beretta Cx4 Storm et RX4 Storm, le fusil d'assaut FN Mk-16 SCAR-L et, probablement, le IMI Tavor TAR-21, bien que cela reste non officiel.

## Galerie photos
|  |  |  |  |